# Lucy Takiora Lord
Lucy Takiora Lord (* 9. Oktober 1842 in Russell (Kororāreka), Northland, Neuseeland; † 3. September 1893 in New Plymouth, Neuseeland) war eine teils Māori-stämmige neuseeländische Fremdenführerin und Dolmetscherin.

## Frühes Leben
Lucy Takiora Lord wurde am 9. Oktober 1842 als Tochter und einziges Kind der Eheleute Kotiro Hinerangi und William Lord in Kororāreka, dem heutigen Russell geboren und am selben Tag auf die Vornamen Lucy Elizabeth getauft. Ihr Vater war ursprünglich ein Metzger und führte später einen Laden in Kororāreka. Ihre Mutter wurde 1829 als Sklavin der Ngāpuhi zur Westküste der Nordinsel verschleppt und erhielt später vermutlich in Paihia eine Missionsausbildung. Sie war schon einmal verheiratet. Über Lucys Kindheit und Jugendzeit ist nichts bekannt.

## Arbeit als Führer und Dolmetscher
Anfang der 1860er Jahre heiratete Lucy den aus der Gegend von Wanganui stammenden Te Mahuki, mit dem sie gemeinsam als Führer und Dolmetscher für Kommandanten der britische Armee arbeiteten. Auch arbeiteten sie oft mit dem preußischen Abenteurer, Offizier und Maler Gustavus von Tempsky zusammen. Auf einigen Gemälden von Tempsky's sind Lucy mit ihrem Mann abgebildet. Das letzte Gemälde, wo Te Mahuki zu sehen ist, wurde 1866 gemalt. Takiora, wie Lucy seinerzeit genannt wurde, arbeitete mit Tempsky bis zu seinem Tod im September 1868 zusammen.
Nach dem Ende der kriegerischen Auseinandersetzungen zwischen den Māori und den britischen Truppen arbeitete Lucy für die Regierung und half beim Kauf von Land, das die Regierung von den Māori erwerben wollte. Lucy verwendete in den Jahren unterschiedliche Namen, die es Historikern schwierig machte ihre Lebensabschnitte im Detail nach zu verfolgen. Einige wie: Takihora, Takiora Grey, Louisa Grey, Bloody Mary oder Mrs. Blake, unter denen sie sich ausgab, wurden allerdings bekannt.
Am 15. März 1878 heiratete Lucy unter dem Namen Louisa Grey in der Gegend von Pātea (Region Taranaki) Joseph Edwin Dalton, dessen Herkunft nicht klar ist. Nicht klar ist auch, ob mit ihrem Ehemann oder alleine, sie ihre letzten Jahre in Normanby, nordwestlich von Pātea verbrachte.
Sie verstarb 3. September 1893 im Krankenhaus von New Plymouth. In einem Bericht von ihrem Tod wurde sie als Lucy D'Alton bezeichnet.